# Robert de Gontaut
Pour les autres membres de la famille, voir famille de Gontaut.
Robert de Gontaut (né en 1499 - mort le 25 août 1569) est évêque de Condom de 1565 à 1569.

## Biographie
Robert de Gontaut appartient à une lignée cadette de la famille de Gontaut. Il est le 2e fils de Antoine II de Gontaut seigneur de Cabrerès et de Marguerite de Jean de Saint-Projet. Docteur in utroque jure, prêtre du diocèse de Cahors, protonotaire apostolique et prieur-abbé de Sainte-Livrade, il est nommé évêque le 6 juillet 1565. En 1569 les Réformés menés par Gabriel Ier de Montgommery s'emparent de la cathédrale Saint-Pierre de Condom qui est pillée et incendiée. Les statues, tableaux et ornements sont brulés et les vitraux brisés. L'évêque établit son testament le 17 juin et meurt le 25 août 1569. Il est inhumé dans l'église de Cahors.